# 洛蕾塔·斯威特
洛蕾塔·斯威特（英語：Loretta Swit，1937年11月4日—2025年5月30日），女，美国演员。曾获得黄金时段艾美奖喜剧类电视系列剧最佳女配角。